# Zaagpoort
De Zaagpoort (brug nr. 161) is een vaste brug tussen het centrum van Amsterdam en het stadsdeel Amsterdam-West. 
De brug verbindt enerzijds het Marnixplein en de Marnixstraat met anderzijds het Frederik Hendrikplantsoen en de Nassaukade. Ze voert over de Singelgracht. Naast de brug lag het overdekte Marnixbad, dat gesloopt werd en vervangen werd door het zwembad Het Marnix. 
Een eerste brug hier in de omgeving was een dubbele ophaalbrug. Die sneuvelde tijdens de sloop van de stadswal hier rond 1858. Toen kwam op de huidige plek een vaste brug van hout. Die brug was nog voorzien van afsluitbare hekken want tot 1868 werd er accijns geheven op toegang tot de stad. De brug had toen nog een lengte nodig van bijna 80 meter, hetgeen door landhoofden ingekort kon worden tot 38 meter. In 1907 was versterking van de brug noodzakelijk, maar die bleek alleen tijdelijk houdbaar. In 1913 kwam er een vernieuwde en bredere brug naar een ontwerp van architect J.M. van der Mey uit 1913. Hij schreef ijzeren liggers voor en de voor hem gebruikelijke uitkragende pijlers van graniet te vergelijken met de bruggen Raampoort en Weesperpoort. Toen ook kwamen er op pijlers sierlijke lantaarns te staan, vermoedelijk uit de koker van Van de Mey’s opvolger Piet Kramer. De stad breidde flink uit naar het westen en ook deze brug werd te smal. In 1928 werd de brug met circa 15 meter verbreed en op 25 meter gebracht.
In 2004/2005 werd de brug volledig gerenoveerd en was geruime tijd voor al het verkeer afgesloten. Tijdens die renovatie werd een kleine welving (porring) in de brug toegepast om de brug op dezelfde hoogte te brengen als andere bruggen over de Singelgracht (volgens de uit 1996 stammende IJsnota). Tegelijkertijd werden in de werkplaats van de afdeling KunstWerken replica’s gemaakt van de vier bruglantaarns.
In begin 21e eeuw rijden Tramlijn 3 en 10 en buslijn 18 en 21 over de brug en hebben er in één richting een halte. De halte in de andere richting ligt in de Marnixstraat.
Op 22 juli 2018 werd lijn 10 opgeheven en vervangen door tramlijn 5.  

De naam van de brug verwijst naar de in 1857 gesloopte Zaagpoort, daar lag de Zaagbarrière, die bestond uit een hek met twee commiezenhuisjes waar, tot de afschaffing in 1868, stadsaccijnzen werden geïnd.

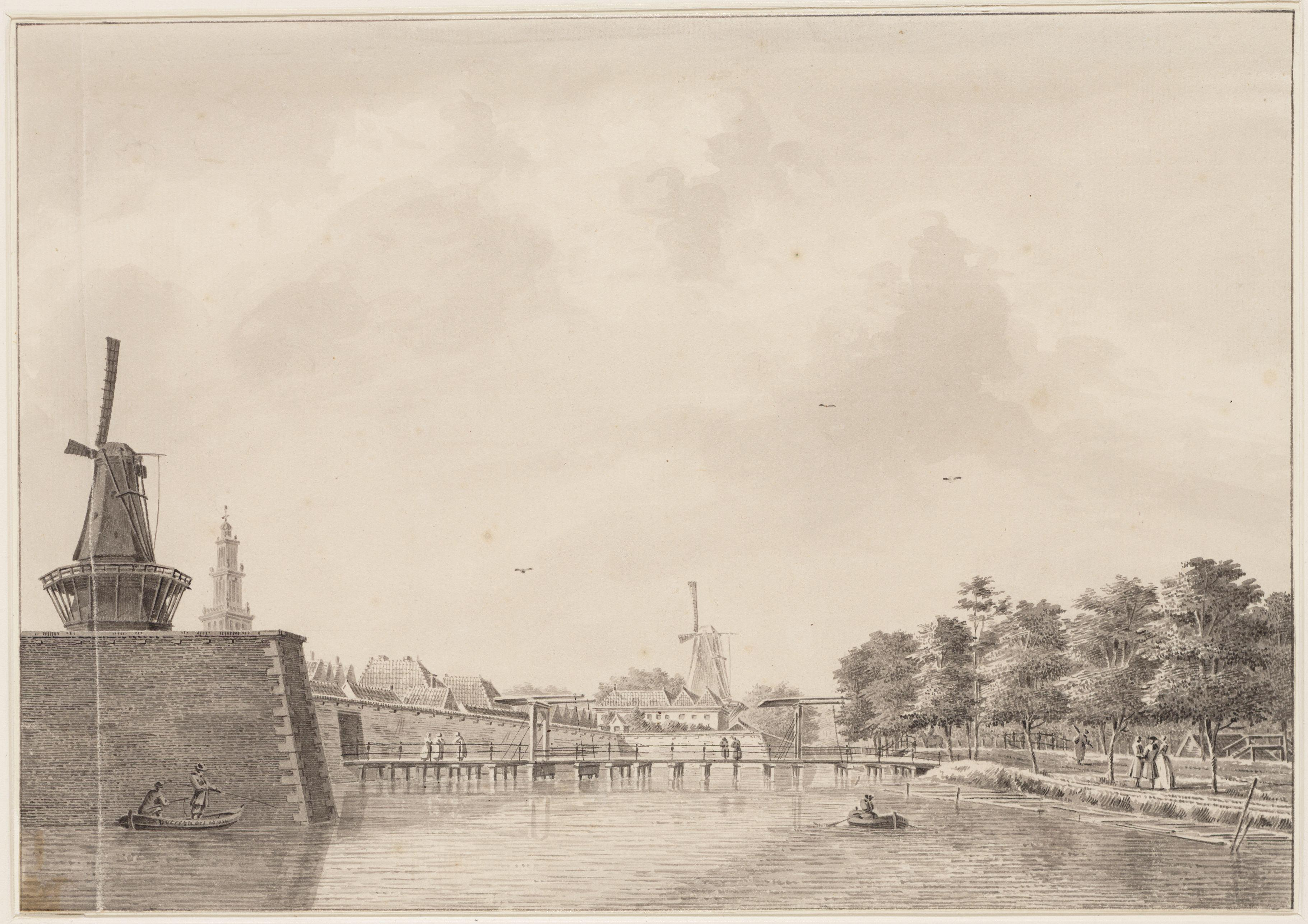
Oudste versie bij De Kat

<<< · 100 · 101 · 102 · 103 ·  105 · 106 · 107 · 108 · 109 ·  110 · 111 · 112 · 113 · 114 · 115 · 116 · 117 · 118 · 119 · 120 · 121 · 122 · 123 · 124 · 125 · 126 · 127 · 128 · 129 · 130 · 131 · 132 · 135 · 136 · 137 · 138 · 139 · 140 · 141 · 142 · 143 · 144 · 145 · 146 · 147 · 148 · 149 ·  150 · 151 · 152 · 155 · 156 · 159 · 160 · 161 · 162 · 163 · 164 · 165 · 166 · 167 · 168 · 169 ·  170 · 171 · 172 · 173 · 174 · 175 · 176 · 177 · 178 · 179 · 180 · 181 · 182 · 183 · 184 · 185 · 186 · 187 · 189 · 190 · 191 · 192 · 193 · 194 · 195 · 196 · 198 · 199 · >>>
Brugnummers 104, 133, 134, 153, 154, 157, 158, 188 en 197 zijn niet (meer) in gebruik.